# Everthorpe Hall
Everthorpe Hall es una localidad situada en el condado de Yorkshire del Este, en Inglaterra (Reino Unido), con una población estimada a mediados de 2016 de 1019 habitantes.
Se encuentra ubicada al este de la región Yorkshire y Humber, cerca de la costa del mar del Norte, del estuario del Humber y de las ciudades de Kingston upon Hull y Beverley —la capital del condado—.